# Harold Brown (Leichtathlet)
Harold Brown (* 1917; † Januar 2002) war ein kanadischer Weitspringer.
Bei den British Empire Games 1938 in Sydney siegte er im Weitsprung mit seiner persönlichen Bestweite von 7,43 m. Im Dreisprung wurde er Fünfter, im Speerwurf Vierter.